# Pounamuella australis
Pounamuella australis là một loài nhện trong họ Orsolobidae.
Loài này thuộc chi Pounamuella. Pounamuella australis được Raymond Robert Forster miêu tả năm 1964.